# テメレーア (戦艦)

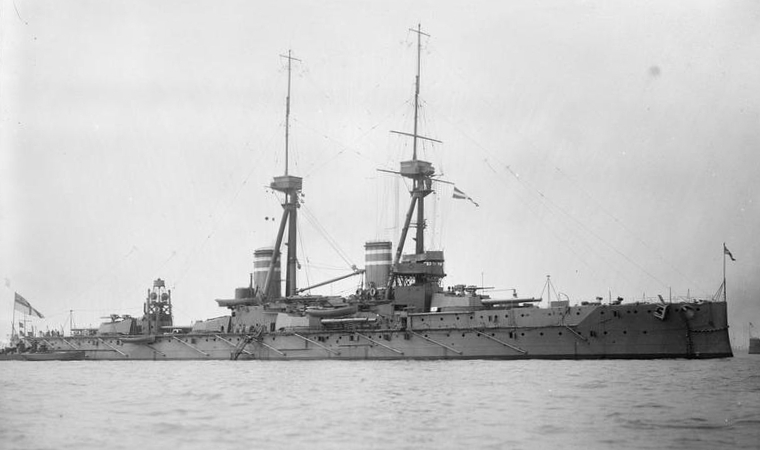
戦艦テメレーア

テメレーア (HMS Temeraire) はイギリス海軍の戦艦。ベレロフォン級。

## 艦歴
デヴォンポート工廠で建造。1907年1月1日起工。1907年8月24日進水。1909年5月1日就役。
第一次世界大戦中のほとんどの期間、テメレーアはグランドフリートの第4戦艦戦隊に所属していた。1915年3月18日、戦艦ネプチューンに対して攻撃を行った潜水艦U-29に対して体当たりを試みたが失敗。 
ユトランド沖海戦ではテメレーアは12インチ砲弾54発を発射し、損害は受けなかった。1918年10月、テメレーアは東地中海戦隊へ派遣された。
戦後、テメレーアは士官候補生のための練習艦となった。1921年に退役しスクラップとして売却。